# Província de Plòvdiv
La província de Plòvdiv (en búlgar: Област Пловдив) és una província de Bulgària central que forma part de Rumèlia Oriental.

## Geografia

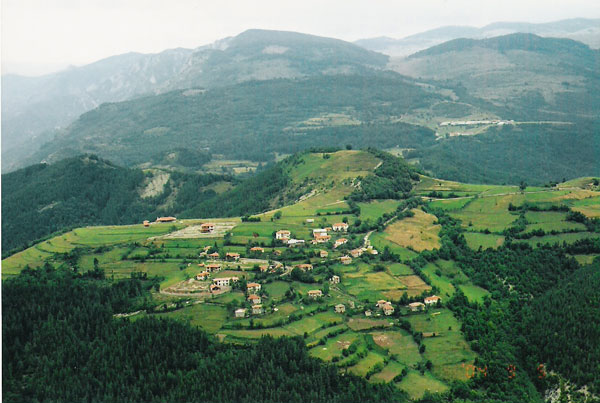
Vista dels Rhodopes vora la vila de Vrata al sud de la província

Inclou parts de l'Alta Planura Tràcia, els Rhodopes, Sredna Gora, les Valls Sub-Balcàniques i Stara Planina, inclòs el pic del Botev (2.376 m). El principal riu de la província són els Maritsa, Striama, Piasatxnik. Hi ha nombrosos embassaments, el més important dels quals és el Piasatxnik. Abunden les aigües termals, principalment les de Khisaria, Naretxen, Bania, Klisura, Assènovgrad, Kuklen, Rosino, Krasnovo, Stoletovo i d'altres.

## Economia

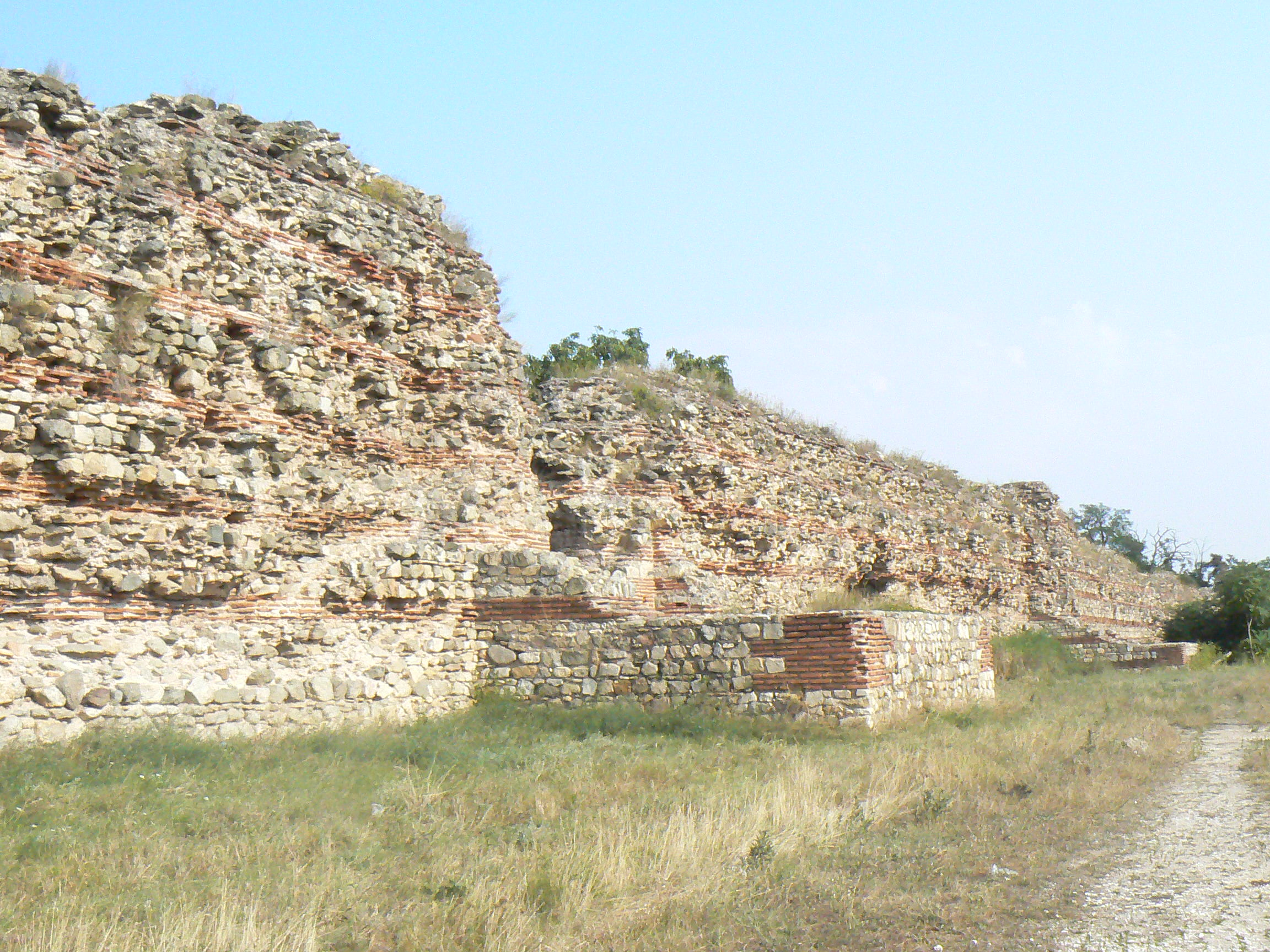
Murs de la fortalesa de Khissaria.

L'economia de la província és de gran importància. La producció agrària és intensiva i eficients, amb alts percentatges d'irrigació. Les principals collites són de fruita (pomes, prunes, peres), raïm, melons i síndries, hortalisses (tomàquets, pebrots, pastanagues, carabasses, patates), civada, ordi, sègol, i d'altres. La indústria és molt desenvolupada: metal·lúrgica de ferro vora Plòvdiv; indústries electròniques a Plòvdiv, Saedinenie, Voivodinovo, Radinovo i altres ciutats de la zona; maquinària agrícola (tractors) a Karlovo, armes militars a Sopot, Karlovo, Plòvdiv; indústria química a Plòvdiv, Assènovgrad; alimentàries a gairebé tot arreu, principalment a Plòvdiv i Assènovgrad (vins). El turisme és una indústria creixent amb la rica herència cultural de la província i les nombroses estacions termals d'importància internacional.

## Ciutats
La capital de la província és la ciutat de Plòvdiv, i altres ciutats importants són Karlovo, Sopot, Klisura, Kalofer, Khisaria, Saedinenie, Rakovski, Brezovo, Stamboliski, Kritxim, Peruixtitsa, Sadovo, Parvomai, Assènovgrad, Laki.

## Municipalitats

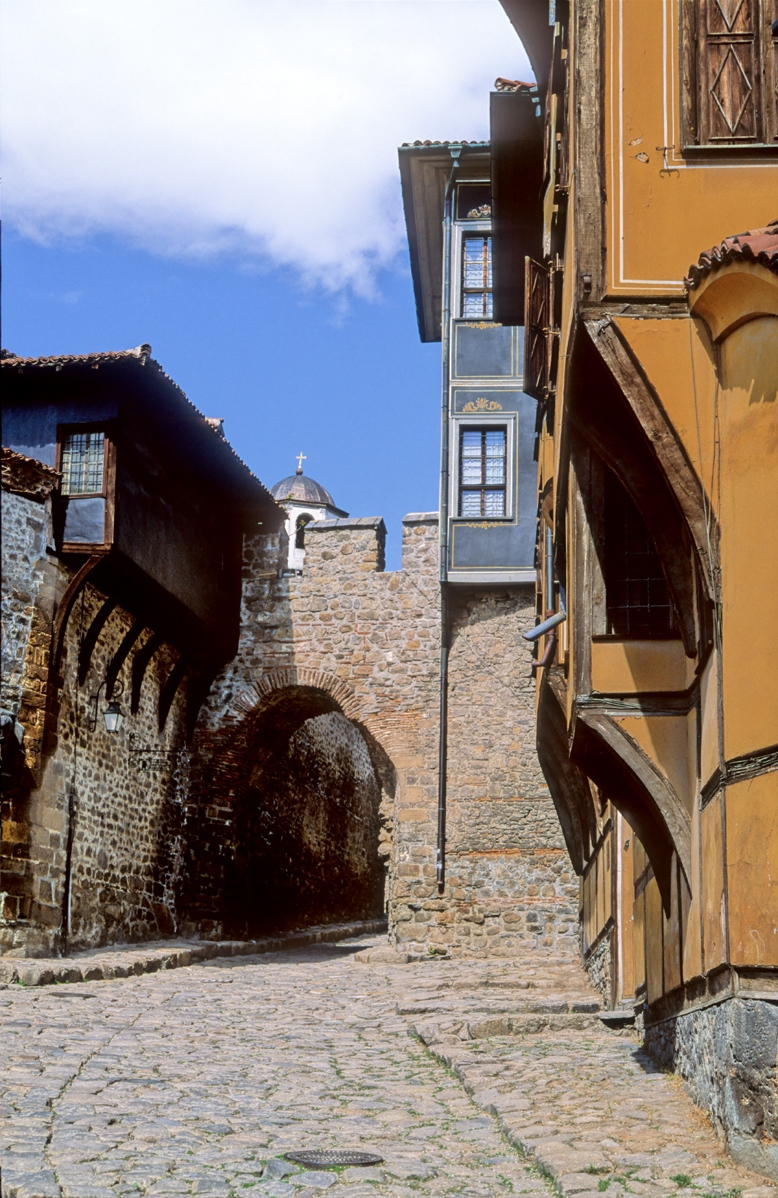
La Vella Plòvdiv

La regió té 18 municipalitats:
- Plòvdiv
- Assènovgrad
- Karlovo
- Maritsa
- Rodopi
- Khisaria
- Parvomai
- Stamboliski
- Kritxim
- Peruixtitsa
- Sadovo
- Laki
- Rakovski
- Brezovo
- Saedinenie
- Kaloianovo
- Sopot
- Kuklen